# العلاقات الأذربيجانية المصرية
العلاقات الأذربيجانية المصرية هي العلاقات الثنائية التي تجمع بين أذربيجان ومصر.

## مقارنة بين البلدين
هذه مقارنة عامة ومرجعية للدولتين:
| وجه المقارنة                                              | أذربيجان        | مصر           |
| --------------------------------------------------------- | --------------- | ------------- |
| المساحة (كم2)                                             | 86.60 ألف       | 1.01 مليون    |
| عدد السكان (نسمة)                                         | 10.00 مليون     | 94.80 مليون   |
| الكثافة السكانية (ن./كم²)                                 | 115.47          | 93.86         |
| العاصمة                                                   | باكو            | القاهرة       |
| اللغة الرسمية                                             | اللغة الأذرية   | اللغة العربية |
| العملة                                                    | مانات أذربيجاني | جنيه مصري     |
| الناتج المحلي الإجمالي (بليون دولار)                      | 40.75 مليار     | 235.37 مليار  |
| الناتج المحلي الإجمالي (تعادل القوة الشرائية) بليون دولار | 171.56 مليار    | 998.67 مليار  |
| الناتج المحلي الإجمالي الاسمي للفرد دولار أمريكي          | 5.50 ألف        | 3.61 ألف      |
| الناتج المحلي الإجمالي للفرد دولار أمريكي                 | 17.52 ألف       |               |
| مؤشر التنمية البشرية                                      | 0.751           | 0.690         |
| رمز المكالمات الدولي                                      | +994            | +20           |
| رمز الإنترنت                                              | .az             | .eg، .مصر     |
| المنطقة الزمنية                                           | ت ع م+04:00     | ت ع م+02:00   |

## مدن متوأمة
في ما يلي قائمة باتفاقيات التوأمة بين مدن أذربيجانية ومصرية:
- ترتبط يفلاكس مع الإسكندرية باتفاقية توأمة.

## منظمات دولية مشتركة
يشترك البلدان في عضوية مجموعة من المنظمات الدولية، منها:
| علم المنظمة | اسم المنظمة                               | تاريخ انضمام أذربيجان | تاريخ انضمام مصر |
| ----------- | ----------------------------------------- | --------------------- | ---------------- |
|             | منظمة التعاون الإسلامي                    | 1991                  | 25 سبتمبر 1969   |
|             | الاتحاد البريدي العالمي                   | ?                     | ?                |
|             | يونسكو                                    | 3 يونيو 1992          | 22 يناير 1947    |
|             | البنك الدولي للإنشاء والتعمير             | 18 سبتمبر 1992        | 27 ديسمبر 1945   |
|             | وكالة ضمان الاستثمار متعدد الأطراف        | 23 سبتمبر 1992        | 12 أبريل 1988    |
|             | الاتحاد الدولي للاتصالات                  | 10 أبريل 1992         | 9 ديسمبر 1876    |
|             | منظمة الشرطة الجنائية الدولية             | ?                     | 7 سبتمبر 1923    |
|             | مؤسسة التمويل الدولية                     | 11 أكتوبر 1995        | 20 يوليو 1956    |
|             | الأمم المتحدة                             | 2 مارس 1992           | 24 أكتوبر 1945   |
|             | مؤسسة التنمية الدولية                     | 31 مارس 1995          | 26 أكتوبر 1960   |
|             | المركز الدولي لتسوية المنازعات الاستشارية | 18 أكتوبر 1992        | 2 يونيو 1972     |

## وصلات خارجية
- موقع وزارة الخارجية الأذربيجانية
- موقع وزارة الخارجية المصرية